# Carl-Mannerfelt-Goldmedaille
Die Carl-Mannerfelt-Goldmedaille (Carl Mannerfelt Gold Medal) ist eine Ehrung für Kartografen, die bedeutende Beiträge auf dem Gebiet der Kartografie geleistet haben. Sie wird in unregelmäßigen Abständen vergeben. Verliehen wird sie durch die Internationale Kartographische Vereinigung, um deren Gründung sich Carl Mannerfelt verdient gemacht hatte.

## Preisträger
- 1979: Eduard Imhof (Schweiz)
- 1980: Arthur H. Robinson (USA)
- 1980: Konstantin A. Salichtchev (Sowjetunion)
- 1981: Carl Mannerfelt (Schweden)
- 1987: Ferdinand Jan Ormeling Sr. (Niederlande)
- 1999: Jacques Bertin (Frankreich)
- 2001: Chen Shupeng (China)
- 2001: Joel L. Morrison (USA)
- 2005: David William Rhind (Großbritannien)
- 2005: Ernst Spiess (Schweiz)
- 2007: Jack Dangermond (USA)
- 2009: Ferjan Ormeling (Niederlande)
- 2013: Fraser Taylor (Kanada)
- 2021: Alan MacEachren (USA), Ulrich Freitag (Deutschland)
- 2023: Cynthia Brewer (USA)[2]